# Incendie de la discothèque Alcalá 20
L'incendie de la discothèque Alcalá 20 s'est produit le 17 décembre 1983 vers cinq heures du matin au 20 de la rue d'Alcalá dans le centre de Madrid, au sous-sol du Teatro Alcázar (es).
Il a provoqué la mort de 81 personnes, dont 31 brûlées vives, 13 de suites de brûlures ou d'intoxication, 36 piétinées ou asphyxiées, et une morte en sautant depuis son domicile pour échapper à l'incendie. Les quatre propriétaires de l'établissement ainsi que l'électricien ayant réalisé l'installation mise en cause ont été condamnés à deux ans de prison.